# 조 코니시
조 코니시(영어: Joe Cornish, 1968년 12월 20일 ~ )는 잉글랜드 출신의 코미디언, 영화 제작자, 작가이다. 애덤 벅스턴과 함께 '애덤과 조' 콤비로 코미디 연기를 해왔으며 2011년 《어택 더 블록》 이래 영화 산업에도 뛰어들었다. 《틴틴: 유니콘호의 비밀》, 《앤트맨》 등이 그것이다.
그의 첫 영화 연출작 《어택 더 블록》은 시체스 영화제 관객상과 판타지아 영화제 국제영화 금상을 수상하였다.

## 작품 목록
- 2019년 왕이 될 아이 (각본, 감독)